# Anoteropsis okatainae
Anoteropsis okatainae är en spindelart som beskrevs av Vink 2002. Anoteropsis okatainae ingår i släktet Anoteropsis och familjen vargspindlar. Inga underarter finns listade i Catalogue of Life.